# Uhrenfabrik Petrodworez
Die Uhrenfabrik Petrodworez (russisch Петродворцовый часовой завод) ist die älteste Uhrenfabrik Russlands. Gegründet unter Peter dem Großen 1721, stellt sie seit 1961 die sowjetische Uhr Raketa her. Der Fertigungsstandort ist Peterhof (Petrodworez), ein Stadtteil von Sankt Petersburg. Im Laufe ihrer fast 300-jährigen Geschichte hat die Fabrik mehrmals ihren Namen geändert.
Ursprünglich stellte die Fabrik Edelsteinobjekte für den Zarenhof her. Heute befinden sich diese Objekte in der Eremitage von Sankt Petersburg, jedoch auch in der Mehrzahl der bedeutenden Schlösser Europas, wie etwa Versailles, Louvre oder Sanssouci.

## Ausgeführte Werke
In der Sowjetzeit verarbeitete die Fabrik weiterhin Edelsteine. Die Handwerker und Designer von Petrodworez gestalteten aber auch architektonische Objekte und Skulpturen. Unter anderem hat sie die Kolonnade der Frontseite der Isaakskathedrale sowie auch zur Sowjetzeit 1924 das Lenin-Mausoleum entworfen und hergestellt. 1935 fertigte sie aus Rubinen die Sterne auf den Kremltürmen.

## Anfänge der industriellen Uhrenfertigung
In den Vorkriegsjahren begannen hochqualifizierte Facharbeiter der Fabrik mit der Herstellung von Präzisions- und Messgeräten für die Rote Armee und die beginnende sowjetische Uhrenindustrie.
Nach ihrer Zerstörung durch die deutschen Truppen während der Belagerung Leningrads wurde die Fabrik direkt nach der Entsetzung der Stadt 1944 wieder aufgebaut. Schon 1945 gab Stalin, der die Abhängigkeit der UdSSR von westlichen Importen verringern wollte, den Befehl Uhren herzustellen. Die ersten Uhren verließen das Werk 1949 unter den Markenbezeichnungen Pobeda und Swesda. Im Jahre 1961 lancierte die Fabrik zu Ehren des ersten Kosmonauten, Juri Gagarins, die neue Marke Raketa, und begründete damit ihren guten Ruf in dem Teil der Welt, welcher unter der Ausstrahlung des Kommunismus stand.
In den Jahren ihrer Größe, von der Nachkriegszeit bis in die 1990er, beschäftigte die Fertigungsstätte rund 8000 Leute und stellte jährlich 4,5 Millionen Uhren für Sowjetbürger und die Rote Armee her, sowie einige Fertigungsteile v. a. für Messinstrumente in Militärmaschinen. Sie war mit zwei Atombunkern ausgestattet, die die 8000 Werktätigen im Falle eines westlichen Angriffs beschützen sollten. Das Angebot an sozialen Dienstleistungen war besonders ausgebaut und breit gefächert. So bot die Fabrik ihre eigenen Schulen, ihre Filiale der Technischen Universität und Fachoberschule, ihr Krankenhaus, ihre Badeorte am Schwarzen Meer und am Finnischen Meerbusen mit Kur- und Erholungsprogrammen für Mitarbeiter, eigene und geförderte Mannschaften und Sportvereine, eigenen Kindergarten und Ferienlager für Kinder und Jugendliche aus Mitarbeiterfamilien, eigenes Hotel für auswärtige Delegationen, selbstständige Bäckerei und eigenes Kaufhaus für Mitarbeiter mit verschobenen Arbeitsschichten, ihre eigenen kommunistischen Jugendformationen Pioniere und Komsomol, sowie auch ihre Orchester.

## Jüngere Geschichte
Im Zuge der Perestrojka Anfang der 1990er wurde die Fabrik zunächst erfolgreich in eine AG umgewandelt und konnte trotz der schwierigen Auftragslage und oft verzögerten Zahlungsabwicklungen seitens der inländischen Abnehmer ihren Gesamtproduktionsumfang bei etwa 3–3,5 Millionen Uhren halten.
In den unruhigen Zeiten in der Mitte der 1990er geriet das Unternehmen ins Visier der Übernahme-Eigentümer, welche auf schnelle und risikoreiche Gewinne fixiert waren, und wurde künstlich in eine illegitime Schuldenfalle und zum Bankrott gebracht. Daraufhin blieben nach 1995 nur noch kleine Bereiche erhalten und das Produktionsvolumen verringerte sich stark und überlebte zum größten Teil durch einige Aufträge seitens der Rüstungsindustrie. Es bildeten sich außerdem auch kleinere unabhängige KGs in der Umgebung, die unsanktioniert aus Altbeständen an Bestandteilen noch Uhren herstellten, jedoch oft von minderwertigerer Qualität, welche den Markennamen und das internationale Ansehen in den Folgejahren beschädigten.
Ab 2009 wurde das Label „Raketa“ erneut aufgegriffen und größere private Investitions- und Umstrukturierungsmaßnahmen durchgeführt, um eine geregelte Produktion wiederzubeleben und erneut auszuweiten. Die aktuellen Produktionszahlen liegen bei jährlich etwa 20.000 Uhren.
Trotz der nicht immer einfachen Geschichte ist und bleibt es die einzige russische ureigene Uhrenmarke mit vollständig eigenem Produktionszyklus, die dazu nach wie vor am Ort ihres Ursprungs hergestellt wird.
Weil die USA und die Europäische Union Sanktionen im Zuge der völkerrechtswidrigen Annexion der Krim gegen Russland verhängt haben, gab die Fabrik 2014 bekannt, ihre Produkte vorerst nur noch eingeschränkt in den Westen verkaufen zu wollen. Dies betreffe unter anderem Uhren wie „Raketa Avtomat“, „Petrodvorets Classic“ und „Amphibia“.
Es besteht durch vorherige Anmeldung die Möglichkeit, die Fabrik und die werkseigenen Museums- und Verkaufsräume zu besichtigen.